# Urnaut
Urnaut je priimek več znanih Slovencev:
- Adolf Urnaut (*1941), odbojkar
- Andrej Urnaut (*1965), odbojkar
- Matjaž Urnaut (*1971), odbojkar
- Tine Urnaut (*1988), odbojkar